# Julie Biesmans
Julie Biesmans, née le 4 mai 1994 à Hasselt, est une footballeuse internationale belge qui joue au poste de milieu de terrain à OH Louvain.

## Biographie
Après avoir débuté à Bilzen, elle part au Standard de Liège en 2008. Elle joue pour le club liégeois pendant neuf saisons. Le 23 août 2017, le club de Bristol City annonce son transfert. Après deux ans en Angleterre, elle joue au PSV Vrouwen, près de sa région natale, le Limbourg belge. Le 30 mai 2023, Julie Biesmans est officiellement transférée à OH Louvain pour une durée de deux saisons.
Julie Biesmans est régulièrement reprise en équipe nationale belge. Elle met un terme à sa carrière internationale en 2023.
Le 20 juin 2022, elle est sélectionnée par Ives Serneels pour disputer l'Euro 2022.
Le 6 février 2023, la Belge est sélectionnée par Ives Serneels pour disputer la Arnold Clark Cup 2023. Il s'agit d'un tournoi de football féminin sur invitation organisé par la Fédération anglaise de football.

## Palmarès
- Vainqueur de la Coupe des Pays-Bas (1) : 2021
- Championne de Belgique (7) : 2011 - 2012 - 2013 - 2014 - 2015 - 2016 - 2017 - 2025
- Championne de Belgique et des Pays-Bas (1) : 2015
- Vainqueur de la Coupe de Belgique (2) : 2012 - 2014
- Vainqueur de la Super Coupe de Belgique (2) : 2011 - 2012
- Doublé Championnat de Belgique-Coupe de Belgique (2) : 2012 - 2014
- Doublé Championnat de Belgique-Super Coupe de Belgique (2) : 2011 - 2012
- Triplé Championnat de Belgique-Coupe de Belgique-Super Coupe de Belgique  (1) : 2012
- Quadruplé Championnat de Belgique-Coupe de Belgique-Super Coupe de Belgique-BeNe SuperCup  (1) : 2012
- Vainqueur de la BeNe SuperCup (2): 2011 - 2012

 Équipe de Belgique
- Pinatar Cup (1) :
  - Vainqueur : 2022.